# 飛黃騰達
- 關於2024年的ViuTV電視劇，請見「飛黃騰達 (電視劇)」。
- 關於2024年上映的同名唐納·川普傳記片，請見「学徒 (电影)」。

是美國一个真人秀節目，于2004年初於NBC頻道播放。该節目是由Mark Burnett Productions及Trump Productions LLC共同製作。電視製作人馬克·伯内特與紐約地產大亨、日後成為美國總統的唐納德·特朗普是這個節目的監製，而特朗普亦曾是這個節目的主持人。
這個節目是要為特朗普挑選一位合適的人成為他的「接班人」，勝出這個「終極面試」的人可以得到川普公司的一份年薪25萬美元，為期一年的合約。自2015年特朗普參選總統後，這個節目改由演員、前加州州長阿諾·史瓦辛格主持。2017年，史瓦辛格宣布因特朗普相關爭議导致节目收視率大跌而決定不再主持《飛黃騰達》節目。
除了美國外，《飛黃騰達》也在世界多個國家拍攝和播出當地的版本。香港無綫電視明珠台播放（2008年6月首播第七季）；台灣本系列都由緯來育樂台播放。

## 规则
每一季的《飛黃騰達》均有來自美國各地的應徵者（參加者）（在第一季為16人，男女各8人；第二季增至18人，男女各9人）。他們會被分成兩間「公司」（組）（第一、二、四季和名人版的參加者按性別而分組；第三季則以參賽者的出身而分組）。在前面14季的比賽期間，應徵者皆入住川普在紐約市曼哈頓的川普大厦，到了第15季（2017年），則移師至南加州的洛杉磯為比賽舞台。
每週兩組需要完成川普給予的任務，例如設計玩具、設計新口味薄餅等。每組都會選擇一位組員作為該週的「專案經理」（Project Manager），帶領該組完成該週的任務。在任務中勝出的一組可以得到川普給予的獎勵，例如與川普吃早餐、與名人會面或體驗億萬富翁的生活方式等；落敗的一組要來到他的會議室，表現最差的應徵者會被解僱（淘汰出局）。任務期間，川普的兩個助手喬治‧H‧羅斯和凱洛琳‧凱普謝等心腹會監察他們的活動，並向川普匯報。他們也會在會議室決定誰會被解僱。
第一季中主要由唐納德·川普提供一些小型任務給參賽者（如售賣檸檬水，川普自家品牌產品等）。由第二季開始，與知名公司合作，提供任務給參賽者（如德芙，漢堡王等）。
在第二季和第三季的節目中，如果項目經理能帶領他的組員勝出，他在下週可得到豁免權（即是在任務中落敗也不會被解僱）；在第四季，如果項目經理能帶領他的组員勝出，他的組員需要投票決定他能否在下週得到豁免；在第六季，如果項目經理能帶領他的組員勝出，他就可以幫川普辭退落敗組的其中一位組員，而優勝組就可以入住豪華別墅，落敗組就要入住帳蓬。通常被解僱的參賽者只有一個，但可因應情況可解僱多於一名。情況例外的是，當參賽者自願退出比賽後，杜林普可因應情況取消此決定。
川普在《飛黃騰達》中最為人熟悉的莫過於是他的口頭禪「你被解僱了！」（You're fired!）。而到了施瓦辛格主持的时期，这句口头禅变成了“你被终结了！”（You're terminated!）。
第二季起，《飛黃騰達》的主題曲是歐傑斯合唱團（The O'Jays）的「For the Love of Money」。

## 飛黃騰達系列
以下為美國NBC播放的日期：
- 第一季（2004年1月8日至4月15日）
- 第二季（2004年9月9日至12月16日）
- 第三季（2005年1月20日至5月19日）
- 第四季（2005年9月22日至12月15日）
- 第五季（2006年2月27日至6月5日）
- 第六季（2007年1月3日至4月22日）
- 第七季（名人学徒第一季）（2008年1月3日至3月27日）
- 第八季（名人学徒第二季） （2009年3月1日至5月10日）
- 第九季（英语：The Apprentice (American season 9)）
- 第十季（英语：The Apprentice (American season 10)）
- 第十一季（英语：The Apprentice (American season 11)）
- 第十二季（英语：The Apprentice (American season 12)）
- 第十三季（英语：The Apprentice (American season 13)）
- 第十四季（英语：The Apprentice (American season 14)）
- 第十五季（新版名人学徒）（英语：The New Celebrity Apprentice）

### 節目總結
圖例:
  主持人（Host）
  董事會成員（Board member）
  客席董事會成員（Guest board member）
  選手（Contestant）
| Cast                     | 1 | 2 | 3 | 4 | 5 | 6 | 7 | 8 | 9 | 10 | 11 | 12 | 13 | 14 | 15 |
| ------------------------ | - | - | - | - | - | - | - | - | - | -- | -- | -- | -- | -- | -- |
| 唐納德·川普              |   |   |   |   |   |   |   |   |   |    |    |    |    |    |    |
| 阿諾·史瓦辛格            |   |   |   |   |   |   |   |   |   |    |    |    |    |    |    |
| 喬治‧H‧羅斯              |   |   |   |   |   |   |   |   |   |    |    |    |    |    |    |
| 凱洛琳‧凱普謝            |   |   |   |   |   |   |   |   |   |    |    |    |    |    |    |
| 比爾‧蘭西克              |   |   |   |   |   |   |   |   |   |    |    |    |    |    |    |
| 伊万卡·特朗普            |   |   |   |   |   |   |   |   |   |    |    |    |    |    |    |
| 小唐纳德·特朗普          |   |   |   |   |   |   |   |   |   |    |    |    |    |    |    |
| 埃里克·特朗普            |   |   |   |   |   |   |   |   |   |    |    |    |    |    |    |
| 瓊·瑞佛斯                |   |   |   |   |   |   |   |   |   |    |    |    |    |    |    |
| 泰拉·班克斯              |   |   |   |   |   |   |   |   |   |    |    |    |    |    |    |
| 派屈克·M·克納普·史瓦辛格 |   |   |   |   |   |   |   |   |   |    |    |    |    |    |    |

## 外部連結

### 官方網頁（英語）
- 第一季（每週精華）／第二季（每週精華）／第三季（每週精華）／第四季／第五季／第六季／第七季：名人版 （页面存档备份，存于）

### 香港無綫電視網頁
- 第一 （页面存档备份，存于）／第二 （页面存档备份，存于）／第三 （页面存档备份，存于）／第四 （页面存档备份，存于）／第五 （页面存档备份，存于）／第六 （页面存档备份，存于）／第七 - 名人版 （页面存档备份，存于）

### 臺灣緯來育樂台網頁
- 第一 （页面存档备份，存于）／第二 （页面存档备份，存于）／第三 （页面存档备份，存于）／第四 （页面存档备份，存于）／第五 （页面存档备份，存于）／第六 （页面存档备份，存于）／第七 （页面存档备份，存于）

### 其他國家網頁
- 英國BBC （页面存档备份，存于）